# La Ròca (Cuneo)
La Ròca (italià i piemontès Rocasparvera) és un municipi italià, situat a la regió del Piemont. L'any 2007 tenia 728 habitants. Està situat a la Val d'Estura, dins de les Valls Occitanes. Limita amb els municipis de Bernès, Borgo San Dalmazzo, Sarvasca, Gaiòla, Ritana i Vinhòl.

## Administració
| Període | Identitat  | Partit        |
| ------- | ---------- | ------------- |
| 2004-   | Ilda Viale | Llista cívica |